# 다니오 다카히로
다니오 다카히로(일본어: 谷尾 隆博, 1991년 2월 26일 ~ )는 일본의 축구 선수이다.

## 구단 경력
과거 후지에다 MYFC에서 활동하였다.